# Die Kathrin

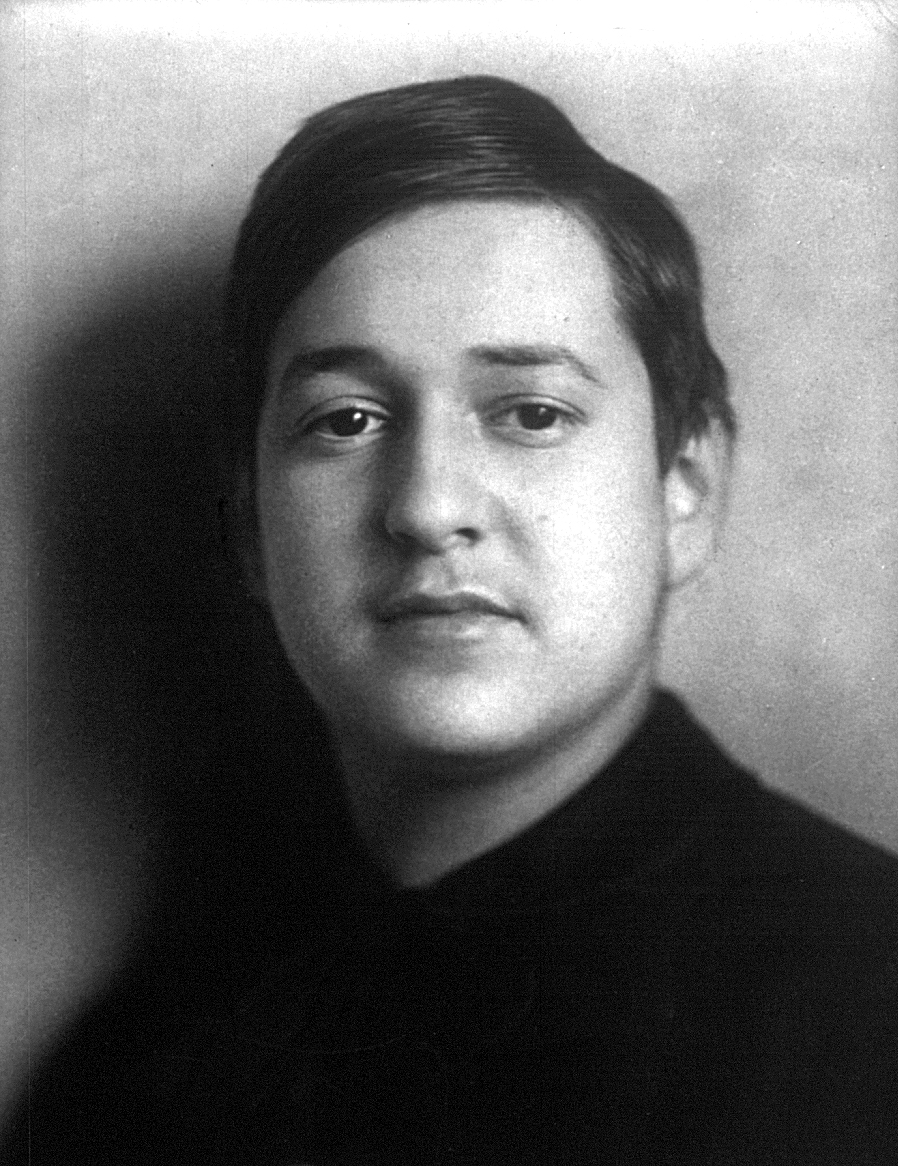
Erich Wolfgang Korngold.

Die Kathrin är en tysk opera i tre akter med musik av Erich Wolfgang Korngold och libretto av Ernst Decsey efter romanen Die Magd von Aachen av Heinrich Eduard Jakob.

## Historia
Korngold komponerade operan 1931-37 och den var tänkt att uppföras i Wien mars 1938 men på grund av Österrikes anslutning till det nazistiska Tyskland samma månad kunde Korngold inte få sin sista opera uppförd i sitt hemland. Premiären ägde i stället rum den 8 oktober 1939 på Kungliga Operan i Stockholm där den spelades sju gånger.

## Personer
| Roller                         | Stämma           | Rollbesättning vid premiären den 8 oktober 1939 Dirigent: Nils Grevillius |
| ------------------------------ | ---------------- | ------------------------------------------------------------------------- |
| Kathrin                        | Sopran           | Brita Hertzberg                                                           |
| François Lorand                | Tenor            | Einar Beyron                                                              |
| Den gamla baron Dudevant       | Basbaryton       | Sven d'Ailly                                                              |
| Den gamla baronessan           | Sopran           | Hildur Bodén                                                              |
| Kapten Victorien Dudevant      | Baryton          | Sven Herdenberg                                                           |
| Kapten Victorien Dudevants fru | Sopran           | Sonja Gladnikoff                                                          |
| Pierre, deras 12-årige son     | Barnskådespelare | Ragnar Planthaber                                                         |
| Doktor Leroux                  | Baryton          | Björn Forsell                                                             |
| Doktor Lerouxs fru             |                  | Greta Nygren                                                              |
| Margot                         | Sopran           | Inez Köhler                                                               |
| Raoul                          | Baryton          | Georg Svensson                                                            |
| En sergeant                    | Baryton          | Gösta Lindberg                                                            |
| Borgmästaren                   | Bas              | Folke Rydberg                                                             |
| En utropare                    | Tenor            | Oscar Ralf                                                                |
| En flicka                      | Mezzosopran      | Brita Häger                                                               |
| En yngling                     | Tenor            | Nils Björklund                                                            |
| Malignac                       | Basbaryton       | Joel Berglund                                                             |
| Monique                        | Mezzosopran      | Gertrud Pålson-Wettergren                                                 |
| Direktören för nattlokalen     | Baryton          | Folke Cembræus                                                            |
| Chouchou                       | Sopran           | Isa Quensel                                                               |
| En frisör                      | Stum roll        | Ryno Wallin                                                               |
| En värdshusvärdinna            | Mezzosopran      | Göta Allard                                                               |
| En vagabond                    | Tenor            | Olle Strandberg                                                           |
| En gendarm                     | Bas              | Folke Jonsson                                                             |
| En kypare                      | Talroll          | Gunnar Källsing                                                           |
| Gossen                         | Stum roll        | Inga Hjortstedt                                                           |
| Jost Bünzlin                   | Tenor            | Simon Edwardsen                                                           |
| En dräng                       | Bas              | Folke Rydberg                                                             |
| En piga                        |                  | Anna Ingeson                                                              |

## Handling
Kathrin älskar en soldat. När han förflyttas till Afrika förleds hon av en nattklubbsägare men motstår hans närmanden. Hans svartsjuka älskarinna skjuter honom. Soldaten som letar efter Kathrin blir vittne till mordet. Kathrin och soldaten arresteras. Båda två erkänner dådet för att rädda den andre. Soldaten sätts i fängelse i sex år. När han friges söker han upp Kathrin som hela tiden har väntat på honom.